# دارشکنک پولک‌دار
دارشکنک پولک‌دار (نام علمی: Picumnus squamulatus) نام یک گونه از سرده دارشکنک‌ها است.